# Sabino Acquaviva
Sabino Acquaviva (Padova, 29 aprile 1927 – Padova, 29 dicembre 2015) è stato un sociologo, giornalista e scrittore italiano, specializzato in sociologia della religione, ma che ha pubblicato anche di sociologia della scienza, di mass media e sociobiologia.

## Biografia
Studioso di sociologia della religione, Acquaviva raggiunge la fama internazionale per un libro del 1961, L'eclissi del sacro nella società industriale, in cui teorizza la scomparsa della dimensione del sacro (il trascendente, il soprannaturale) dalla vita quotidiana dell'uomo contemporaneo, notando la "secolarizzazione del mondo" e la "secolarizzazione della religione".  Secondo Vincenzo Pace, "con i suoi studi la sociologia della religione acquisirà lo statuto di disciplina scientifica".
Ha in seguito continuato ad occuparsi del religioso in libri quali Eros, morte ed esperienza religiosa (Laterza, 1990) e Dio dopo Dio (Ancora, 2007).
Insegnò dal 1967 e fino al 1971 all'Università di Trento. Fu quindi professore di sociologia presso la Facoltà di Scienze politiche dell'Università di Padova, di cui fu preside dal 1977 al 1978 e direttore del dipartimento di sociologia dal 1985 al 1988. Negli stessi anni vi insegnava anche il teorico dell'Autonomia operaia Toni Negri; al tema della violenza politica Acquaviva dedicò i libri Guerriglia e guerra rivoluzionaria in Italia (Rizzoli, 1979) e Il seme religioso della rivolta (Rusconi 1979), in cui notava il tema della trasformazione del rapporto tra l'individuo e il sacro anche nel caso della lotta armata. Per Acquaviva, gli anni di piombo avevano messo le persone concretamente di fronte alla possibilità di uccidere o morire, forzando una presa di posizione sul modello rivoluzionario classico, e mostrando come in realtà interessi, priorità e valori erano ormai mutati, portando così alla crisi del marxismo in Occidente.
Nello stesso periodo conduce assieme al sociologo tedesco Gottfried Eisermann una ricerca sociologica sulla questione delle minoranze etniche in Alto Adige, poi pubblicata in maniera sintetica nel controverso volume Alto Adige. Spartizione subito? (Patron, 1981), che propone la cessione territoriale di larga parte della provincia di Bolzano a favore dell'Austria. I due sociologi negano l'esistenza di un gruppo etnico "mistilingue", così quella di una Todesmarsch a carico del gruppo etnico tedesco. Essi discutono l'efficacia del pacchetto di autonomia per la preservazione dei due gruppi etnici, e notano invece l'esistenza di una Todesmarsch a carico del gruppo italiano, che avrebbe portato ad una compressione numerica e alla sua progressiva marginalizzazione professionale e lavorativa sul territorio. Come soluzione, Acquaviva ed Eisermann propongono l'immediata spartizione del territorio sud-tirolese tra Italia e Austria, con un nuovo confine a Bolzano. Le conclusioni dei due sociologi furono avversate da tutti i partiti del consiglio provinciale della Provincia autonoma di Bolzano, dalla destra italiana del MSI, alla SVP fino ai Verdi. Da un punto di vista della ricerca sociologica, la ricerca fu criticata per aver riprodotto alcuni degli stereotipi che intendeva affrontare, riprendendo concetti delle politiche di pulizia etnica e delle Opzioni in Alto Adige.
Dal 1984 al 1999 Acquaviva collaborò con il Corriere della Sera., e trovò anche successo come romanziere per la novella La ragazza del ghetto (Mondadori, 1995).
Diresse brevemente la struttura cultura della RAI tra il 1995 e il 1996, chiamato da Letizia Moratti, collaborando con trasmissioni televisive quali La notte della repubblica di Sergio Zavoli. Al termine dell'esperienza dichiarò disincantato: "In Rai non ho potuto fare gran parte di ciò per cui ero stato chiamato. In tv esiste un solo tipo di cultura. Se vuoi modificarlo colpisci la personalità di figure che si sono formate attraverso un processo di anni".
Nel saggio La democrazia impossibile (Marsilio 2002) denunciò lo svuotamento delle istituzioni rappresentative, mentre nell'ultima sua opera Le radici del futuro (Castelvecchi, 2014) propugnò il rilancio dell'Europa, contro la sfida del declino demografico, attraverso la fine degli stati nazionali e il rilancio delle identità locali e regionali.
Acquaviva collaborò più volte con il Consiglio Regionale del Veneto, dove era divenuto di riferimento per gli esponenti della Lega Nord. Secondo il presidente del Consiglio regionale del Veneto, Roberto Ciambetti, fu "uomo libero, che non si faceva intimidire e che ebbe la capacità di porsi anche controcorrente criticando aspramente il processo unitario italiano guidato dai Savoia per rilanciare il valore del regionalismo".
È stato membro del comitato scientifico della Facoltà di Giurisprudenza ed Economia dell'Università di Nizza.
Maria Rosaria Costanza, apprezzata pedagogista del '900, descrive un Sabino Acquaviva inedito nel romanzo Laterza Un tempo lungo un secolo (2015).

## Pubblicazioni
Tra le pubblicazioni L'eclissi del sacro nella civiltà industriale (1961), Alto Adige. Spartizione subito? (1980), Eros, morte ed esperienza religiosa (1993), Sociologia delle religioni. Problemi e prospettive (1996), Giovani sulle strade del terzo millennio. I giovani degli ostelli: tra pellegrinaggio interiore e turismo culturale (1999), Dio dopo Dio. Diario 1964-2005 (2007).
Altre opere sono dedicate agli anni di piombo anche se affrontati da prospettive diverse, come Guerriglia e guerra rivoluzionaria in Italia (1979), Il seme religioso della rivolta (1979), Sinfonia in rosso (1989).
Un terzo gruppo di libri si occupa di sociologia politica come Progettare la felicità (1994) e La democrazia possibile (2002).
Un'ultima tematica affrontata è quella della comunicazione massmediatica, come in Televisione e ***bambini immagine nel mondo della prima infanzia (1976); La modernizzazione sperata (1978); La montagna del sole: il Gargano (1982); e Social Structure in Italy, Crisis of a System (1976).

### Opere
- L'eclissi del sacro nella civiltà industriale, Ivrea, Edizioni di Comunità, 1961
- Il seme religioso della rivolta, collana: problemi attuali, Milano, Rusconi libri, 1979, ISBN 88-18-01473-0.
- Alto Adige. Spartizione subito?, Bologna, Patron, 1981 - ISBN 9788855517492
- La montagna del sole. Il Gargano, Torino, RAI-ERI, 1982
- Fatica d'amare, Milano, Rusconi, 1983
- In principio era il corpo, collana: Frecce/Borla, Roma, Borla, 1983, ISBN 88-18-01473-0.
- Le forme del politico: idee della Nuova destra, Firenze, La Roccia di Erec, 1984
- Fine di un'ideologia: la secolarizzazione (con R. Stella), Roma, Borla, 1989
- Eros, morte ed esperienza religiosa, Roma-Bari, Laterza, 1993
- Progettare la felicità?, Roma-Bari, Laterza, 1994
- In principio era il corpo, Roma, Borla, 1993
- La ragazza del ghetto, Milano, Mondadori, 1995
- La strategia del gene. Bisogni e sistema sociale, Roma-Bari, Laterza, 1995
- Sociologia delle religioni. Problemi e prospettive (con Enzo Pace), Roma, Carocci, 1996
- Giovani sulle strade del terzo millennio. I giovani degli ostelli: tra pellegrinaggio interiore e turismo culturale (con F. Scarsini), Milano, San Paolo Edizioni, 1999
- Prima dell'alba, Palermo, Sellerio, 2001
- La democrazia impossibile. Monocrazia e globalizzazione della società, Venezia, Marsilio, 2002
- L'eclissi dell'Europa. Decadenza e fine di una civiltà, Roma, Editori Riuniti, 2006
- Dio dopo Dio, Diario 1964-2005, Milano, Ancora, 2007
- Le radici del futuro: L'Europa dei popoli, il rifiuto degli Stati nazionali, Roma, Castelvecchi, 2014